# 交通安全日
交通安全日，中華人民共和國公安部於2011年11月末設立的「提高大陸居民交通安全意識、法制意識和文明意識」的節日。2012年11月21日，中華人民共和國國務院同意自2012年起，將每年12月2日設立為「全國交通安全日」，特别提到校车安全，与2011年11月发生的正宁幼儿园校车车祸密不可分，该起事故造成21人死亡（其中19人为幼儿）的后果。122同时也是中国的交通事故报警电话 。

## 主題
- 2011年：文明交通，告別陋習[4]
- 2012年：遵守交通信號，安全文明出行[2]
- 2013年：摒棄交通陋習 安全文明出行[5]